# Entella natalica
Entella natalica är en bönsyrseart som beskrevs av Max Beier 1955. Entella natalica ingår i släktet Entella och familjen Mantidae. Inga underarter finns listade i Catalogue of Life.